# Pleconaril
Pleconaril är ett antivirusmedel, det vill säga ett läkemedel som används mot sjukdomar som orsakas av virus. 
Läkemedlet står just nu i fokus för en konflikt mellan forskarna som utför studien och företaget Apodemus som äger rättigheterna till Pleconaril. Konflikten gäller publiceringen av resultat från en nyligen slutförd studie på Pleconarils effekt på Alzheimers sjukdom. Studien blev klar sommaren 2015 och resultaten har ännu inte publiceras i mars 2017, vilket har lett till kritik från inblandade forskare, bland annat Lars Lindqvist och Lars-Olof Wahlund. Även tidigare vd för Apodemus, Bo Niklasson, rapporteras i tidningen Expressen vara i konflikt med Apodemus.

## Tillämpningsområden

### Förkylning
Kliniska prövningar görs för att se om läkemedlet är verksamt mot förkylning.

### Alzheimers sjukdom
Sedan några år har det pågått en klinisk prövning för att se om läkemedlet är verksamt mot Alzheimers sjukdom. Hypotesen är att Alzheimers sjukdom orsakas av ett virus som ger en kronisk infektion i hjärnan. Infektionen i sin tur orsakar en överproduktion av beta-amyloid, ett ämne som orsakar en beläggning i hjärnan, så kallad plack. Om läkemedlet är verksamt mot Alzheimers sjukdom skulle det betyda ett genombrott för vården av patienter med Alzheimers sjukdom. Preliminära analyser av den kliniska prövningen ger ett något oklart resultat, men vissa positiva fynd.